# کفش کوهنوردی

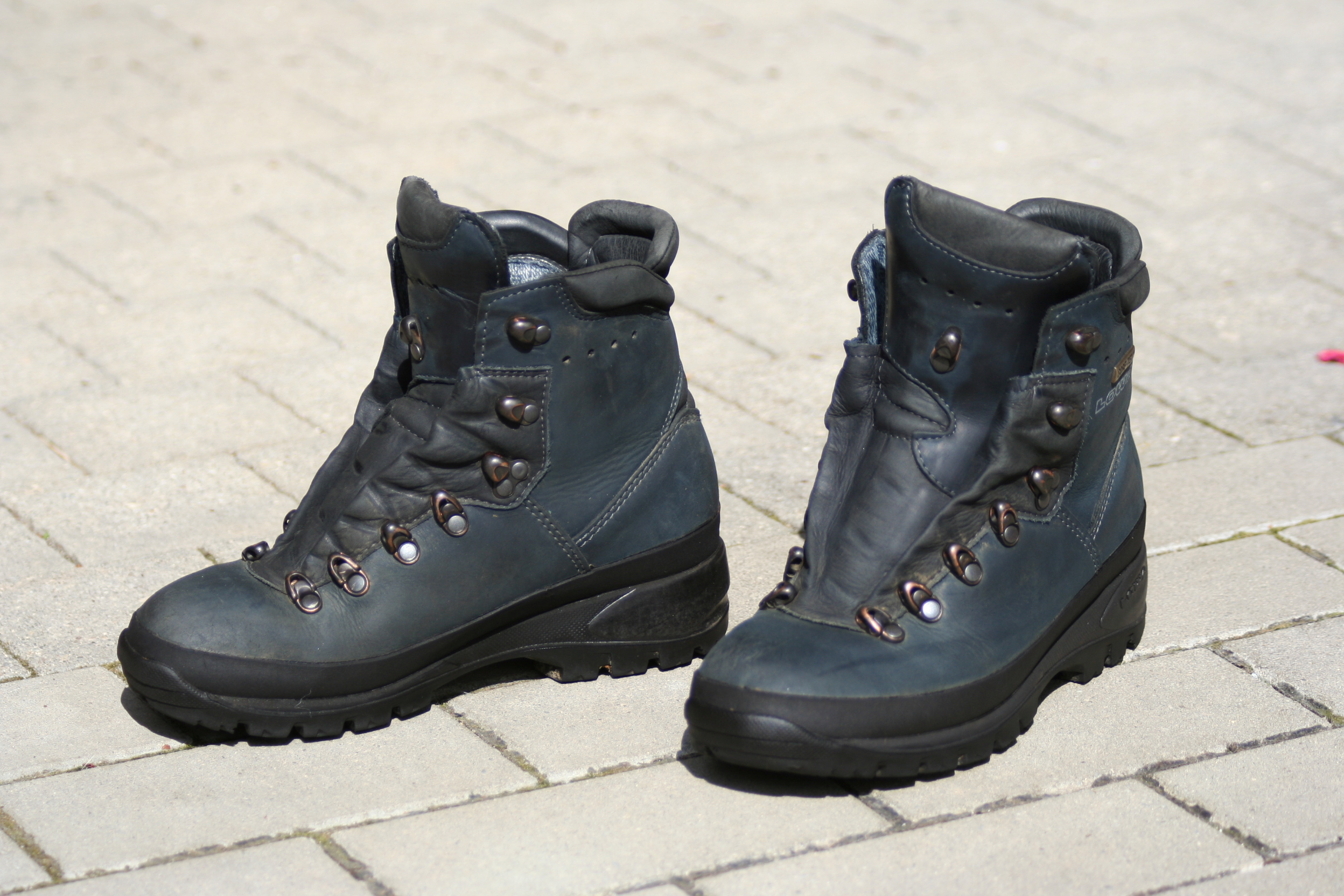
نمایی از یک‌جفت کفش کوهنوردی

کفش‌های کوهنوردی در قدیم از چرم ساخته می‌شد؛ که بنا به شرایط مورد استفاده ضخامت و تعداد لایه‌های چرم متفاوت بود. یکی از اشکالات کفش‌های چرمی زمستانی وزن بالای آنها بود که با اختراع لایه‌ها و پارچه‌های جدید با عناوین گورتکس - سیمپاتکس و تینسولیت تا حدی این نقیصه جبران گردیده است. لایه گورتکس که در انواع پوشاک زمستانی کوهنوردی نیز بکار می‌رود دارای خاصیت یک طرفه بودن است؛ یعنی تنها از یک طرف کاملاً ضد آب و باد است و در نتیجه از داخل بخار و گرمای ناشی از تعرق و فعالیت را بخارج می‌فرستد و از خیس شدن پوشاک زیر و سرمازدگی جلوگیری می‌کند. لایه سیمپاتکس نیز مانند گورتکس ضد آب و ضد باد و دارای قابلیت تنفسی است. لایه تینسولیت نیز گرمازا بوده و در کفش‌های زمستانی و سنگین بکار می‌رود. زیره کفش کوهنوردی نیز از لایه‌های مخصوصی ساخته می‌شود که معروف‌ترین آن ویبرام ایتالیا است. همچنین اخیراً لایه‌ای شوک گیر نیز ساخته شده که فشار ضربه‌های وارده به کف پا را کاسته و پا دیرتر خسته می‌شود و در سرازیری زانوها کمتر آسیب می‌بیند.
با توجه به پیشرفت‌هایی که در زمینه ساخت کفش‌های کوهنوردی بدست آمده و به برخی از آنها در بالا اشاره شد؛ امروزه برای هر نوع برنامه کوهنوردی و برای هر فصل و منطقه کفش خاصی ساخته شده و مورد استفاده قرار می‌گیرد و دیگر عنوان کفش‌های چهار فصل یا همه‌کاره دور از ذهن می‌باشد. به عنوان مثال در کفش‌های مخصوص سنگنوردی نوع کفش برای مرد و زن و همچنین بسته به جنس و نوع سنگ متفاوت می‌باشد.
به‌طور کل می‌توان کفش‌ها را به ۶ دسته بزرگ به شرح زیر تقسیم کرد:
- کفش صعودهای هیمالیایی که سه پوش یا دو پوش هستند. نوع دوپوش از یک کفش کوچک و تنک مثل کفش رشته کشتی که بجای بند دارای چسبک است تشکیل می‌شود و این کفش درون کفش اصلی که بزرگ‌تر است قرار می‌گیرد. می‌توان شب در داخل چادر و کیسه خواب کفش بیرونی را از پا درآورد و از پوش داخلی به عنوان جوراب یا کفش داخل چادر استفاده کرد. در نوع سه پوش علاوه بر این دو کفش یک لایه گتر بلند نیز بر روی کفش قرار می‌گیرد که به دور کفش دوخته شده و تمام رویه و اطراف کفش را در بر می‌گیرد. پوش دوم کفش یا از جنس چرم است یا از جنس فایبر گلاس که نوع اخیر شبیه کفش‌های اسکی است.
- کفش کوهنوردی سنگین در صعودهای بلند زمستانی مانند ارتفاعات ایران بکار می‌روند و دارای یک یا چند لایه یادشده می‌باشند و قابلیت نصب کرامپون را هم دارند.
- کفش کوهنوردی یا کفش نیمه سنگین که برای سه فصل اول سال مورد استفاده قرار می‌گیرد.
- کفش کوهپیمایی یا ترکینک کفش‌هایی سبک است و برای صعودهای یک روزه یا چند روزه سبک و کم ارتفاع بکار می‌رود.
- کفش راه پیمایی برای مسیرهای ساده و کفی استفاده می‌شود. شبیه کفش‌های معمولی ورزشی یا اسپرتکس‌های معروف می‌باشند.
- کفش سنگنوردی یا کتان سنگ جهت صعودهای داخل سالن یا سنگنوردی طبیعی بکار می‌رود.